# ラブストーリーは始まらない (2022)
「ラブストーリーは始まらない (2022)」（ラブストーリーははじまらない にぜろにに）は、Bitter & Sweetの7枚目のシングル。2022年4月6日にアップフロントワークス（PICCOLO TOWNレーベル）から発売された。

## 概要
- 5枚目のシングルに収録された「ラブストーリーは始まらない」を再レコーディングしたもの。
- カップリング曲「反省のうた」は、Something ELseのカバー曲。
- 「幸せになりたい。/写真には残らないシュート」から今作までメジャーレーベルで連続リリースされたが、次回作は一旦、インディーズレーベルでリリースされた。

## 収録曲

### 初回生産限定盤
1. ラブストーリーは始まらない (2022)
作詞・作曲：ヒロキ(リリィ、さよなら。)、編曲：鈴木Daichi秀行
2. ないものねだり
作詞：西野蒟蒻、作曲・編曲：鴇沢直
3. ラブストーリーは始まらない (2022)（Instrumental）
4. ないものねだり（Instrumental）

初回生産限定盤付属Blu-ray Disc
1. ラブストーリーは始まらない(2022)（Music Video）
2. ないものねだり（Music Video）
3. 涙の糸で（Studio Live Ver.）
4. 反省のうた（Studio Live Ver.）

### 通常盤
1. ラブストーリーは始まらない (2022)
2. ないものねだり
3. 涙の糸で【Additional Track】
作詞：田久保真見、作曲・編曲：石井健太郎
4. 反省のうた【Additional Track】
作詞・作曲：今井千尋、編曲：ArmySlick
5. ラブストーリーは始まらない (2022)（Instrumental）
6. ないものねだり（Instrumental）
7. 涙の糸で（Instrumental）
8. 反省のうた（Instrumental）

## タイアップ
- ラブストーリーは始まらない(2022) - TBSテレビ（関東ローカル）『ふるさとの未来』2022年4月度（第96回 - 第99回）エンディングテーマ、BSNラジオ「ウィークリーチューン」パワープレイ[2]